# Pelourinho de Benavente
O Pelourinho de Benavente localiza-se na freguesia de Benavente, no município do mesmo nome, distrito de Santarém, em Portugal.
Supõe-se ter sido erigido em 1516, aquando da atribuição do novo Foral a Benavente por D. Manuel I. Enquanto símbolo de jurisdição municipal, o Pelourinho erguia-se junto aos Paços do Concelho, na Praça Principal da vila, onde se encontrava também a antiga Igreja Matriz (derrubada pelo sismo de 1909). 
No século XVII, o Pelourinho foi transportado para a Praça Nova e colocado à esquerda dos antigos Paços do Concelho, de modo a que nesse local pudessem continuar a ser corridos os touros. Com a construção do novo edifício dos Paços do Concelho, que iria ampliar a área de implantação do anterior, o Pelourinho foi apeado em 1847 e apenas em 1954 foi recolocado, desta vez no centro da nova praça, a actual Praça do município. 
O Pelourinho de Benavente "é de muito boa pedra laurada, alto com os seus ferros, e grimpa, e Cruz de São Bento com suas pomas douradas, com cinco degraus a redondo da mesma pedraria" (In Tombo do Concelho, 1574). Antes de ser demolido, o Pelourinho já não apresentava a sua construção inicial, uma vez que se podia notar a ausência da grimpa, da cruz e das pomas douradas. Os ferros que ostentava, na altura da sua demolição, também não seriam os originais. 
Os que existiam nessa altura, eram utilizados para suster uma balança, pertença da Câmara Municipal, para pesar todas as manhãs o peixe, antes da venda a miúdo, de forma a esta poder cobrar o Imposto do Pescado (In Rui d' Azevedo).
Está classificado como Imóvel de Interesse Público pelo Decreto-Lei nº 23122 de 11 de março de 1933.